# Clostera obscura
Clostera obscura är en fjärilsart som beskrevs av Barend J. Lempke 1964. Clostera obscura ingår i släktet Clostera och familjen tandspinnare. Inga underarter finns listade i Catalogue of Life.